# 布賴頓鎮區 (明尼蘇達州尼科萊特縣)
布賴頓鎮區（英語：Brighton Township）是位於美國明尼蘇達州尼科萊特縣的一個行政鎮區。

## 地方資料
布賴頓鎮區的面積為49.44平方千米，當中陸地面積為45.37平方千米，而水域面積為4.07平方千米。根據2020年美國人口普查的數據，當地共有人口129人，而人口密度為每平方千米2.61人。